# San Estanislao (Kolumbia)
San Estanislao – miasto w Kolumbii, w departamencie Bolívar.